# Кадім
Кадім (івр. כַּדִּים) — колишнє ізраїльське поселення на вершині пагорба на півночі Західного берега річки Йордан, яке перебувало під адміністративною юрисдикцією Шомронської регіональної ради.

## Історія
Поселення поблизу Джаніна приваблювало світські молоді ізраїльські сім'ї, які шукали недорогого житла та ідилічного способу життя. Під час Другої інтіфади палестинські снайпери використовували вершину пагорба поза периметром огорожі, щоб прицілитися у вікна будинків поселення. Зважаючи на збільшення рівня протистоянь, багато жителів виїхали.

## Одностороннє розведення
Можливість знесення поселення обговорювалася як частина мирної угоди протягом семи років переговорів, які завершилися в 2001 році.
У вересні 2005 року план Арієля Шарона щодо одностороннього розмежування було реалізовано, а решту жителів поселення виселили.

## Виноски
1. 1 2  Feeling abandoned in Kadim. Архів оригіналу за 3 березня 2016. Процитовано 18 березня 2022.
2. ↑  Q&A: The Gaza Withdrawal CTV, 12 September 2005
3. ↑  Hugs, tears as residents say good-bye. Архів оригіналу за 26 жовтня 2017. Процитовано 18 березня 2022.